# Myth : Les Seigneurs damnés
Pour les articles homonymes, voir Myth.
Myth : Les Seigneurs damnés est un jeu vidéo de tactique en temps réel  développé par Bungie. Il constitue le premier opus de la série des jeux de stratégie en temps réel Myth et précède Myth II : Le Fléau des âmes et Myth III: The Wolf Age. Le jeu est publié le 31 octobre 1997 sur PC et Mac. Il met de côté l'aspect de gestion des ressources des jeux de stratégie en temps réel classiques comme Dune II ou Warcraft pour se concentrer sur l'aspect tactique des combats.
Le jeu emprunte à des univers tels que ceux du Seigneur des anneaux ou de Conan le Barbare. C'est un jeu de stratégie manichéen, opposant les forces du bien (les Humains) aux forces du mal (Les seigneurs damnés). Le théâtre des combats est constitué de prairies, marais, fleuves, montagnes, cols enneigés ou encore déserts et s'étale sur 25 missions,.
Un narrateur intervient entre chacune d’elles, via son journal de guerre. Il relate, au fur et à mesure, la progression du joueur sur les territoires conquis par les damnés. Le scénario est riche en rebondissements.

## Histoire
Le jeu se déroule à une époque indéterminée. Bien longtemps auparavant, les armées des forces des ténèbres envahissent les terres des hommes. Trente ans leur suffisent pour réduire à néant les villes libres de l’est. Tout espoir semble perdu jusqu’à ce que la ville libre de Madrigal, à l'Ouest, leur oppose une farouche résistance, et décide de rassembler les différents peuples des hommes entre eux pour lutter contre cet ennemi commun.

## Principe
Le titre s'appuie sur une façon originale de gérer les unités, avec une dimension très stratégique. Alors que des jeux tels que Command and Conquer : Alerte rouge, ou Total Annihilation donnent la possibilité de produire des unités en grand nombre, grâce à la construction de bases et de structures annexes, Myth ne le permet pas. Les unités sont distribuées dès le départ, et il faut en prendre soin pour remporter la bataille. Toutes les unités perdues au combat ne seront pas remplacées. Généralement, le joueur démarre avec un groupe allant de 5 à 30 unités en début de mission. C’est avec ce nombre restreint qu'il faut affronter les ennemis — directement, en leur tendant des pièges ou encore en les contournant pour les prendre par surprise. Il faut mettre à profit la topographie de la carte, la météorologie, les aptitudes et les faiblesses de chaque type d'unité pour vaincre les forces du mal et sauver le plus possible de ses combattants.
Le jeu offre six types d’unités :
- Le guerrier : équipé d'une cotte de mailles, d'une épée et d'un bouclier, le guerrier est plus efficace en groupe que seul. Sa vitesse de déplacement est normale. Le guerrier sacrifie sa liberté de mouvement en combat au profit d’une solide et encombrante protection d’acier. Il existe un second type de guerrier, le Capitaine, distribué dans quelques missions seulement et beaucoup plus fort que les autres.
- Le « Fou de guerre » : ses caractéristiques sont à l'inverse de celle du guerrier. Il combat sans protection, de façon très volontaire. Il n’est pas gêné par une grosse armure, et est très efficace en combat. Il utilise une grande épée à deux mains et on peut rapprocher cette unité du barbare des jeux de rôle traditionnels.
- L’archer : il est plus efficace en groupe et peut atteindre des cibles lointaines. Parfois, c’est la seule unité capable de se défendre contre certains damnés, comme les redoutables Wight ou les Fetchs. L’archer est particulièrement vulnérable au corps à corps, d’autant qu’il se déplace lentement.
- Les géants de la forêt : c'est l’unité la plus forte du jeu mais elle est loin d’être invulnérable. Ils sont assez proches des Ents du Seigneur des anneaux.
- Les Nains : le nain lance sur ses ennemis des cocktails Molotov qui explosent sur le sol. Bien utilisées, les charges explosives des nains sont capables de détruire des groupes entiers de throlls. Cependant, son pouvoir dévastateur peut se retourner contre lui et le reste de vos unités. Sa vitesse de déplacement se situe entre celle d’un guerrier et celle d’un archer. Il est vulnérable aux lances des sans-âme et n’a pas beaucoup de points de vie. Les cours d'eau et la pluie le rendent de surcroît parfaitement inopérant.
- Le compagnon : c’est un personnage armé d’une simple pelle mais capable de soigner les autres unités, de les guider et de prendre les objets importants.

## Ambiance

### GraphismeetSon
Les développeurs ont cherché à rendre crédible l'univers de Myth. La palette de sons est riche : chant des oiseaux, bruits de geysers, d'animaux creusant dans les dunes, de chevaux apeurés, de chiens, de loups, dans le lointain, participent à installer l'ambiance et contribuent a une bonne immersion dans le jeu.
Le moteur graphique de Myth permet au joueur de faire pivoter la vue de haut en bas, de gauche à droite, en avant, en arrière, de zoomer avec la caméra. Un filtre améliore le rendu. Tout est en 3D, sauf les arbres et les personnages. À la sortie du jeu, en 1997, le moteur permettait à des ordinateurs à la configuration relativement modeste de faire tourner Myth[réf. nécessaire]. Il était toutefois préférable d’avoir une carte 3D Voodoo 2 pour profiter de la meilleure qualité[réf. nécessaire].

### Musique
La musique a été composée par Martin O'Donnell et Michael Salvatori (qui ont également travaillé sur Halo). Les thèmes, à l'exception de celui du prologue, ne dépassent pas la minute.

## Système de jeu
Myth est un jeu de tactique en temps réel qui met de côté les éléments de construction de base et de production d’unités des jeux de stratégie en temps réel pour se focaliser uniquement sur l’aspect tactique des combats. Lors de chaque mission, le joueur doit ainsi remplir ses objectifs avec un nombre prédéfini d’unités, sans possibilité d’en créer de nouvelles,. Les scénarios se déroulent sur des champs de bataille de quelques centaines de mètres carrés, entièrement représentés en trois dimensions et que le joueur peut visualiser sous différents angles et avec différents niveaux de zoom. L’écran de jeu est divisé en trois parties. En haut s’affiche les caractéristiques des unités sélectionnées. Plus à droite, le joueur peut activer une carte stratégique du champ de bataille. La majeure partie de l’écran est cependant dédiée à l’affichage de la vue tactique sur laquelle le joueur dirige ses troupes. Chaque unité affichée à l’écran correspond à un unique soldat que le joueur contrôle, individuellement ou par groupe, à l’aide de la souris. Pour cela, il doit d’abord sélectionner une unité, avec un clic droit, ou un groupe avec un cliquer-glisser. Il peut ensuite leur donner des ordres de déplacement ou d’attaque ou, pour un groupe, définir une formation (carré, ligne, rangs, cercle…).Une vingtaine d’unités différentes sont disponibles dans le jeu avec par exemple de l’infanterie légère, des archers et des artificiers nains pour les forces du bien et des goules et des zombies pour les forces du mal. Le jeu inclut également des héros dotés de caractéristiques spécifiques et qui jouent généralement un rôle important dans le scénario ou la campagne. Il inclut également des objets magiques qui permettent d’améliorer les capacités des unités.
La campagne solo du jeu est composée de 25 scénarios dont l’objectif varie d’une mission à l’autre. Le joueur peut ainsi être amené à assurer la protection d’un village, à sauver un personnage, à créer une diversion pour soulager la défense d’une place forte ou à empêcher une armée ennemie de traverser une vallée. Outre le mode solo, le jeu propose également un mode multijoueur en réseau local ou sur Internet qui permet à jusqu’à seize joueurs de s’affronter. En plus des missions standards dans lesquels l’objectif est d’éliminer l’ennemi, celui-ci propose plusieurs modes de jeu dont la capture du drapeau ou une sorte de rugby dans lequel le joueur doit attraper et conserver une balle bondissante.

## Développement

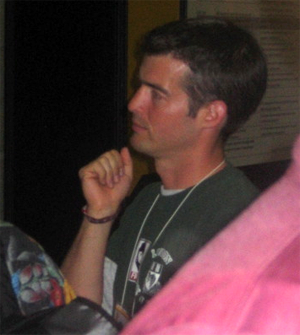
Jason Jones, l'un des membres fondateurs du studio de développement de jeux Bungie.

Le concept de Myth est imaginé par le programmeur Jason Jones de Bungie Studios alors que le studio termine le développement de Marathon Infinity en 1995. L’équipe prévoit à l’époque de développer un nouveau jeu de tir à la première personne. Après avoir découvert les premières images de Quake d’id Software, Jason Jones juge cependant que leur nouveau projet ressemble trop à ce dernier et qu’il risque de souffrir de la concurrence.Il propose donc à ses collègues de profiter de l’expérience du studio dans la création de jeu d’action en trois dimensions pour créer un jeu de stratégie en temps réel. Après seulement deux mois de développement, le studio abandonne ainsi son projet initial pour se consacrer au développement d’un jeu de stratégie en temps réel, initialement baptisé The Giant Bloody War Game. Ils s’inspirent pour cela de films comme Braveheart de Mel Gibson, pour ses batailles sanglantes au corps-à-corps, et de romans comme le Cycle de la Compagnie noire de Glen Cook, pour son univers amoral, sophistiqué et peu manichéen, ainsi que pour son contraste entre de terribles batailles et des personnages intrigants et attachants. Ils souhaitent en effet que le jeu se déroule dans un monde « sombre et amoral » dans lequel les deux factions sont « brutales » et déchirées par des luttes internes. En matière de gameplay, leur idée est de combiner « le réalisme et l’excitation » des jeux d’action avec « la ruse et la planification » des jeux de stratégie afin de retranscrire la réalité macabre et les effusions de sang des batailles à grande échelle,. Ils souhaitent également se différencier des autres jeux de stratégie en temps réel en se focalisant uniquement sur la tactique, sans gestion des ressources et des bases, et en donnant au joueur la possibilité de changer son angle de vue du champ de bataille. Après s’être décidés sur les mécanismes de base du jeu, qui définiront plus tard le genre des jeux de tactique en temps réel, ils commencent par lister les éléments qu’ils souhaitent ou non incorporer au jeu. Parmi les défauts qu’ils veulent éviter, ils citent notamment les clichés des jeux de stratégie en temps réel comme les références au Seigneur des Anneaux ou au cycle arthurien. Ils veulent par contre incorporer tous les éléments qui contribuent au réalisme du jeu, dont des terrains et des bâtiments en 3D, des reflets dans l’eau, les conditions météorologiques, un champ de bataille jonché de cadavres et des explosions endommageant le terrain de manière permanente. Ils sont également convaincus de la nécessité d’inclure un mode multijoueur « robuste ». 
Le développement du jeu débute en janvier 1996 avec une équipe de quatre programmeurs, deux artistes et un producteur. Initialement, l’équipe de prévoit pas d’incorporer des musiques dans le jeu mais le compositeur Martin O'Donnell, récemment engagé par le studio, parvient à les convaincre que c’est une mauvaise idée et il est finalement chargé, avec Michael Salvatori et Paul Heitsch, de composer la bande originale du jeu et de travailler sur les effets sonores . 
Une des premières décisions de Bungie est de développer le jeu simultanément pour Mac OS et Microsoft Windows alors que jusque-là, la seule expérience du studio en la matière est d’avoir porté  Marathon 2: Durandal sur PC. Les développeurs ne sont en effet pas satisfaits de ce portage et ils souhaitent donc concevoir Myth comme un jeu dédié aux deux plateformes plutôt que de le développer pour un système d’exploitation puis de le porter sur l’autre. 90 % du code source du jeu est ainsi indépendant de la plateforme, avec seulement 5 % dédié à la version PC et 5 % à celle sur Mac OS. Toutes les données du jeu, incluant les scènes cinématiques et les caractéristiques des unités, sont stockées sur des fichiers de données indépendants de la plateforme auquel le programme accède grâce à un gestionnaire de fichiers multiplateformes. Les développeurs ayant plus d’expérience dans le développement de jeu sur Mac OS, ils le programment initialement sur un Mac avec CodeWarrior et, lorsque nécessaire, ils basculent sur Windows et Visual C++. Le jeu est entièrement programmé en C.

## Accueil
| Myth                  |      |       |
| Média                 | Pays | Notes |
| Computer Gaming World | US   | 4.5/5 |
| Cyber Stratège        | FR   | 4.5/5 |
| GameSpot              | US   | 89 %  |
| Gen4                  | FR   | 4/5   |
| Joystick              | FR   | 86%   |
| PC Gamer UK           | GB   | 67 %  |
| PC Jeux               | FR   | 85 %  |

Au total, Myth se vend à plus de 350 000 exemplaires dans le monde.

## Postérité
Myth bénéficie de deux suites : Myth II : Le Fléau des âmes (1998) et Myth III: The Wolf Age (2001).